# Los demonios (película)
Los demonios es una película de terror francoportuguesa de 1973 dirigida por el cineasta español Jesús Franco y protagonizada por Anne Libert, Carmen Yazalde, Doris Thomas, Karin Field, Cihangir Gaffari, Luis Bar Boo, Howard Vernon y Alberto Dalbes.

## Sinopsis
Mientras es consumida por las llamas, una bruja, condenada por la Gran Inquisición a morir en la hoguera, lanza su última y mortífera maldición. A raíz de esto, Lord Jeffries y Lady de Winter se disponen a rastrear el linaje de la bruja, particularmente a sus hijas Kathleen y Margaret, criadas como monjas en el convento de Blackmoor desde su infancia, y de las cuales solamente una es heredera de la maldición.

## Reparto
- Anne Libert es Kathleen
- Carmen Yazalde es Margaret
- Doris Thomas es Rosalinda
- Karin Field es Lady de Winter
- Cihangir Gaffari es Lord Jeffries
- Luis Bar Boo es Truro
- Howard Vernon es Lord Malcolm de Winter
- Alberto Dalbes es Thomas Renfield